# Корниенко, Алексей Алексеевич
Алексе́й Алексе́евич Корниенко (род. 15 января 2003) — российский футболист, полузащитник.
В связи со вспышкой коронавирусной инфекции в «Ростове» 19 июня 2020 года был заявлен на матч премьер-лиги против «Сочи», в котором вышел во втором тайме вместо Никиты Колотиевского.